# Trasamundo
Trasamundo (450-523) fue rey de los vándalos y los alanos entre 496 y 523, sucesor de Guntamundo.

## Historia
Durante su reinado se acentuó la decadencia del Reino Vándalo. Trasamundo buscó alianzas con el Imperio bizantino, por lo que las tensiones entre católicos y arrianos se apaciguaron. Procopio afirma que tenía una «muy especial amistad con el emperador Anastasio», así como con Teodorico el Grande, rey de los ostrogodos, casándose con la hermana de éste, Amalafrida, de la cual fue segundo marido. Le sucedió su primo Hilderico.